# Чумаков (Ростовская область)
Чумаков — хутор в Тацинском районе Ростовской области.
Входит в состав Ермаковского сельского поселения.
Население 130 человек.

## География

### Улицы
- ул. Колхозная,
- ул. Советская,
- пер. Тихий.

## Население
| 2010 |
| ---- |
| 133  |